# Zeshan Rehman
Zeshan Rehman (Birmingham, 14 ottobre 1983) è un ex calciatore inglese naturalizzato pakistano, di ruolo difensore.

## Carriera

### Club
Cresciuto nelle giovanili del Fulham, nel 2003 viene promosso in prima squadra. Il 29 settembre 2003 viene ceduto in prestito al Brighton & Hove. Nel 2004 rientra dal prestito e colleziona 20 presenze con la maglia del Fulham. Il 31 gennaio 2006, ultimo giorno del calciomercato invernale, viene ceduto in prestito al Norwich City. L'8 agosto 2006 viene acquistato dal QPR. Nel 2007 gioca per due mesi in prestito al Brighton & Hove, per poi tornare al QPR. Il 31 luglio 2008 viene ceduto nuovamente in prestito, stavolta al Blackpool. Rientrato dal prestito a fine dicembre, viene immediatamente ceduto in prestito al Bradford City. Al termine della stagione il Bradford City lo acquista a titolo definitivo. Il 20 dicembre 2010 il Bradford City lo cede al Muangthong United, con cui gioca fino al gennaio del 2012. L'11 gennaio 2012 viene acquistato dal Kitchee. Il 1º dicembre 2013 passa al Pahang, con cui gioca per tre anni. Il 9 luglio 2016 rimane svincolato. Il 23 febbraio 2017 il Gillingham lo acquista a parametro zero.

### Nazionale
Dopo aver giocato nelle nazionali giovanili dell'Inghilterra, sceglie la nazionale pakistana. Debutta con la nazionale pakistana nel 2005. Mette a segno la sua prima rete con la maglia della nazionale pakistana il 13 ottobre 2013, in Taipei Cinese-Pakistan.